# Telcom c4
telcom c4 ist ein Kompander zur Rauschverminderung in Audiosystemen. Das System wurde von Telefunken entwickelt und im Herbst 1975 vorgestellt.
telcom c4 besitzt eine lineare Kennlinie und kann bis zu 25 dB Störpegel senken. Es werden vier Bänder unabhängig voneinander komprimiert. Außerdem können die Releasezeiten bei jedem Tiefpass unterschiedlich angepasst werden. Es werden leicht bis zu 85 dB erreicht. Eine CD hat beispielsweise einen Dynamikumfang von 92 dB. Mit telcom c4 wird somit nahezu CD-Qualität erreicht.
Expander und Kompressor müssen symmetrisch und linear sein. Durch die Linearität können Bänder auf verschiedenen telcom-Maschinen mit unterschiedlichen Nennpegeln benutzt werden (Pegelunabhängigkeit).